# Paullinia alata
Paullinia alata es una especie de planta trepadora perteneciente a la familia de las sapindáceas, nativa de América.

## Descripción
Son bejucos; con tallos 3-angulados, los más jóvenes vellosos, glabros con la edad; madera compuesta con una estela grande y 3 haces periféricos más pequeños, cada uno a su vez subdividido en 2 haces. Las hojas pinnadamente 5-folioladas, pecíolo y raquis ampliamente alados; folíolos elípticos, ovados a lanceolados, 8.5–14.5 cm de largo y 4.5–8.5 (–9) cm de ancho, acuminados en el ápice, margen remotamente serrado-dentado, membranáceos, glabros excepto el nervio principal en la haz y los pecíolos pubescentes, estípulas angostamente triangulares, caducas. La inflorescencia glomerulada a fasciculada en las axilas de los tallos más viejos, ocasionalmente en los zarcillos, esparcidamente pubescente, las flores de 3–4 mm de largo, blancas; sépalos glabros. El fruto no alado, obovado, 1.8 cm de largo y de ancho, con una proyección tumescente en el ápice de cada valva, débilmente estriado, glabro, rojo, estípite hasta 7 mm de largo; semillas 3, lateralmente comprimidas, 10 mm de largo.

## Distribución y hábitat
Es una especie rara, se encuentra en las playas rocosas de la zona atlántica; a una altitud de 0–10 metros desde el sur de Nicaragua hasta la Amazonia de Perú y Bolivia. Radlkofer colocó esta especie en el subgrupo que incluye a Paullinia fasciculata Radlk., Paullinia cururu y Paullinia pinnata.

## Taxonomía
Paullinia alata fue descrita por (Ruiz & Pav.) G.Don y publicado en A General History of the Dichlamydeous Plants 1: 660, en el año 1831.
Etimología
Paullinia: nombre genérico que fue nombrado por Carlos Linneo en honor de Simon Pauli der Jüngere (1603-1680), un médico y botánico alemán quien descubrió la planta.
alata: epíteto latíno que significa "alado"
Sinonimia
- Paullinia alata var. loretana J.F.Macbr.
- Paullinia alata subsp. loretana (J.F. Macbr.) D.R.Simpson
- Paullinia alata var. pubens J.F. Macbr.
- Paullinia fasciculata Radlk.
- Paullinia metensis Killip & Cuatrec.
- Paullinia rhizantha Poepp. & Endl.
- Semarillaria alata Ruiz & Pav.[4]